# SønderjyskE Fodbold sæson 2017-18
|  | Denne artikel eller sektion om sport er forældet eller ikke opdateret. Se artiklens diskussionsside eller historik. |

SønderjyskE Fodbold sæson 2017-18 er SønderjyskE Fodbold's 10. sæson i træk i den bedste danske fodboldrække, og den 22. som fodboldklub. Udover Superligaen, deltog klubben i DBU Pokalen. Det er den anden sæson med cheftræner Claus Nørgaard.

## Klub

### Førsteholdets trænerstab
| Jobbeskrivelse  | Navn           |
| --------------- | -------------- |
| Cheftræner      | Claus Nørgaard |
| Assistenttræner | Henrik Hansen  |
| Assistenttræner | Niels Lodberg  |
| Fysisk træner   | Yannick Durand |
| Målmandstræner  | Kaj Stefansen  |
| Fysioterapeut   | Carl Hamann    |
| Massør          | Kim Zacho      |
| Kiropraktor     | Michael Hansen |
| Kiropraktor     | Rasmus Hansen  |
| Holdlæge        | Niels Thomsen  |
| Holdleder       | Finn Corfits   |
| Holdleder       | John Rosiak    |

Sidst opdateret: 21. oktober 2017.
Kilde: Hold/stab - Sønderjysk Elitesport A/S

### Klubadministration
| Jobbeskrivelse           | Navn               |
| ------------------------ | ------------------ |
| Sportschef               | Hans Jørgen Haysen |
| Sikkerhedschef           | Morten Rasmussen   |
| Administrerende Direktør | Klaus B. Rasmussen |

Sidst opdateret: 21. oktober 2017.
Kilde: Hovedkontor - Sønderjysk Elitesport A/S

## Spillere

### Førstehold
Oversigten er opdateret til og med 21. oktober 2017
| Nr. | Land      | Position | Spiller                    |
| --- | --------- | -------- | -------------------------- |
| 1   | Danmark   | MM       | Lukas Fernandes            |
| 2   | Danmark   | FO       | Nicolaj Ritter             |
| 3   | Danmark   | FO       | Marc Pedersen              |
| 4   | Brasilien | FO       | Ramón                      |
| 5   | Holland   | FO       | Kees Luickx                |
| 6   | Island    | MI       | Eggert Jónsson             |
| 7   | Danmark   | FO       | Simon Poulsen              |
| 8   | Danmark   | AN       | Christian 'Greko' Jakobsen |
| 9   | Sverige   | AN       | Marko Mitrović             |
| 10  | Danmark   | MI       | Emil Scheel                |
| 12  | Danmark   | FO       | Anders Egholm              |
| 13  | Danmark   | AN       | Casper Olesen              |
| 14  | Danmark   | MI       | Mikkel Hedegaard           |
| 15  | Danmark   | MI       | Troels Kløve               |

| Nr. | Land     | Position | Spiller                               |
| --- | -------- | -------- | ------------------------------------- |
| 16  | Finland  | MI       | Sakari Mattila                        |
| 17  | Danmark  | AN       | Mikael Uhre                           |
| 19  | Danmark  | MI       | Philip Zinckernagel                   |
| 20  | Danmark  | FO       | Stefan Gartenmann                     |
| 21  | Danmark  | AN       | Jeppe Simonsen                        |
| 22  | Færøerne | MI       | Teit Jacobsen                         |
| 24  | Danmark  | MI       | Rasmus Vinderslev                     |
| 25  | Danmark  | MI       | Niki Zimling                          |
| 27  | Danmark  | AN       | Mads Hvilsom (på leje fra Esbjerg fB) |
| 28  | Tyskland | MM       | Sebastian Mielitz                     |
| 29  | Cameroun | MI       | Victor Ekani                          |
| 30  | Danmark  | MI       | Marcel Rømer                          |
| 32  | Cameroun | AN       | William Tchuameni                     |
| 35  | Danmark  | MM       | Patrick Born                          |

### Transferer

#### Ind
| No. | Pos | Spiller           | Skiftet fra          | Type          | Dato               | Beløb        | Kilde |
| --- | --- | ----------------- | -------------------- | ------------- | ------------------ | ------------ | ----- |
| 10  | MI  | Emil Scheel       | Silkeborg IF         | Kontraktudløb | 11. juni 2017      | Fri transfer | [ 2 ] |
| 20  | MI  | Stefan Gartenmann | SC Heerenveen        | Kontraktudløb | 11. juni 2017      | Fri transfer | [ 3 ] |
| 28  | MM  | Sebastian Mielitz | SpVgg Greuther Fürth | Kontraktudløb | 11. juni 2017      | Fri transfer | [ 4 ] |
| 27  | AN  | Mads Hvilsom      | Esbjerg fB           | Leje          | 11. juni 2017      |              | [ 5 ] |
| 25  | MI  | Niki Zimling      | Mainz 05             | Kontraktudløb | 30. juni 2017      | Fri transfer | [ 6 ] |
| 29  | MI  | Victor Ekani      | AS Fortuna           | Transfer      | 14. juli 2017      |              | [ 7 ] |
| 32  | AN  | William Tchuameni | Feirense             | Transfer      | 17. juli 2017      |              | [ 8 ] |
| 12  | FO  | Anders Egholm     | Vejle BK             | Kontraktudløb | 19. september 2017 | Fri transfer | [ 9 ] |

Sidst opdateret: 22. oktober 2017
Kilde: bold.dk

#### Ud
| No. | Pos | Spiller          | Skiftet til         | Type             | Dato            | Beløb        | Kilde  |
| --- | --- | ---------------- | ------------------- | ---------------- | --------------- | ------------ | ------ |
| 1   | MM  | Marin Skender    |                     | Kontraktudløb    | 11. juni 2017   | Fri transfer | [ 4 ]  |
| 10  | MI  | Nicolaj Madsen   | Vejle BK            | Kontraktudløb    | 11. juni 2017   | Fri transfer | [ 10 ] |
| 26  | FO  | Pierre Kanstrup  | AGF                 | Kontraktudløb    | 11. juni 2017   | Fri transfer | [ 11 ] |
| 11  | MI  | Johan Absalonsen | Adelaide United     | Kontraktudløb    | 19. juni 2017   | Fri transfer | [ 12 ] |
| 31  | FO  | Matthias Maak    | FC Wacker Innsbruck | Kontrakt ophævet | 26. juni 2017   | Fri transfer | [ 13 ] |
| 23  | MI  | Silas Songani    | Elverum Fotball     | Udlejet          | 21. juli 2017   |              | [ 14 ] |
|     | FO  | Casper From      | Kolding IF          | Kontraktudløb    | 28. juli 2017   | Fri transfer | [ 15 ] |
| 18  | FO  | Nicholas Marfelt | Sparta Rotterdam    | Udleje           | 21. august 2017 |              | [ 16 ] |

Sidst opdateret: 23. oktober 2017
Kilde: bold.dk

## Turneringer

### Samlet
| Turnering      | Statistik | Statistik | Statistik | Statistik | Statistik | Statistik | Statistik | Statistik | Statistik |
| Turnering      | K         | V         | U         | T         | MF        | MM        | MF        | Sejr %    |           |
| -------------- | --------- | --------- | --------- | --------- | --------- | --------- | --------- | --------- | --------- |
| Alka Superliga | 14        | 2         | 6         | 6         | 20        | 23        | −3        | 14,29     |           |
| DBU Pokalen    | 1         | 1         | 0         | 0         | 2         | 1         | +1        | 100,000   |           |
| Total          | 15        | 3         | 6         | 6         | 22        | 24        | −2        | 20,00     |           |

### Superligaen

#### Grundspil
| Pos | Hold        | K  | V | U  | T  | M+ | M- | MF  | P  | Kvalifikation eller nedrykning |
| --- | ----------- | -- | - | -- | -- | -- | -- | --- | -- | ------------------------------ |
| 6   | AC Horsens  | 26 | 7 | 14 | 5  | 32 | 34 | −2  | 35 | Mesterskabsslutspil            |
| 7   | Hobro       | 26 | 8 | 8  | 10 | 33 | 33 | 0   | 32 | Nedrykningsslutspil Gruppe A   |
| 8   | SønderjyskE | 26 | 8 | 7  | 11 | 36 | 34 | +2  | 31 | Nedrykningsslutspil Gruppe B   |
| 9   | OB          | 26 | 8 | 7  | 11 | 32 | 31 | +1  | 31 | Nedrykningsslutspil Gruppe B   |
| 10  | AGF         | 26 | 7 | 8  | 11 | 23 | 36 | −13 | 29 | Nedrykningsslutspil Gruppe A   |

#### Resultatoverblik
| Samlet | Samlet | Samlet | Samlet | Samlet | Samlet | Samlet | Samlet | Hjemme | Hjemme | Hjemme | Hjemme | Hjemme | Hjemme | Ude | Ude | Ude | Ude | Ude | Ude |
| K      | V      | U      | T      | MF     | MI     | MD     | P      | V      | U      | T      | MF     | MI     | MD     | V   | U   | T   | MF  | MI  | MD  |
| ------ | ------ | ------ | ------ | ------ | ------ | ------ | ------ | ------ | ------ | ------ | ------ | ------ | ------ | --- | --- | --- | --- | --- | --- |
| 19     | 5      | 6      | 8      | 30     | 28     | +2     | 21     | 2      | 4      | 3      | 13     | 11     | +2     | 3   | 2   | 5   | 17  | 17  | 0   |

Sidst opdateret: 2. januar 2018.

Kilde: Kampe

#### Resultater efter hver runder
| Runde    | 1 | 2 | 3 | 4 | 5 | 6 | 7 | 8 | 9 | 10 | 11 | 12 | 13 | 14 | 15 | 16 | 17 | 18 | 19 | 20 | 21 | 22 | 23 | 24 | 25 | 26 |
| -------- | - | - | - | - | - | - | - | - | - | -- | -- | -- | -- | -- | -- | -- | -- | -- | -- | -- | -- | -- | -- | -- | -- | -- |
| Stadion  |   | U |   | H | U | U | H |   |   |    | U  |    | U  | H  |    | H  |    | H  |    |    |    |    | H  |    | H  |    |
| Resultat |   | V |   | V | U | N | U |   |   |    | N  | N  | N  | U  |    |    |    |    |    |    |    |    |    |    |    |    |

Sidst opdateret: 29. oktober 2017.
Kilde: Superligaen 2017-18

Stadion: U = Udebane; H = Hjemmebane. 
Resultat: U = Uafgjort; N = Nederlag; V - Vundet; Ud = Udsat.

#### Kampe
SønderjyskEs kampe i grundspillet i sæsonen 2017-18.
      Sejr       Uafgjort       Nederlag
| 15. juli 2017 1. Runde | SønderjyskE         | 0 - 0   | Randers FC                                                    | Haderslev                                                        |
| 18:30                  | Kløve 32' Rømer 75' | Rapport | 54' Allansson 68' Djurdjic 76' Enghardt 90' Poulsen 90' Bager | Stadion: Sydbank Park Tilskuere: 4.095 Dommer: Peter Kjaersgaard |

| 23. juli 2017 2. Runde | AaB                         | 1 - 4   | SønderjyskE                                                                  | Aalborg                                                              |
| 14:00                  | Okore 16' · Pohl 18' (str.) | Rapport | 17' (str.) Zinckernagel · 18' Mielitz · 31' Kløve · 43' 55' Rømer · 65' Uhre | Stadion: Aalborg Portland Park Tilskuere: 6.016 Dommer: Morten Krogh |

| 7. august 2017 4. Runde | SønderjyskE                                             | 3 - 0   | AGF                  | Haderslev                                                                    |
| 19:00                   | Luijckx 9' 46' · Mikael Uhre 52' · Zinckernagel 64' 69' | Rapport | 21' Stage 45' Møller | Stadion: Sydbank Park Tilskuere: 6.015 Dommer: Mads-Kristoffer Kristoffersen |

| 12. august 2017 5. Runde | Lyngby BK                                | 1 - 1   | SønderjyskE | Kongens Lyngby                                                     |
| 16:00                    | Ørnskov 31' · Boysen 57' · Marcussen 86' | Rapport | 82' Luijckx | Stadion: Lyngby Stadion Tilskuere: 2.089 Dommer: Jens Grabski Maae |

| 19. august 2017 6. Runde | F.C. København                                                                  | 3 - 2   | SønderjyskE                                            | Østerbro                                                      |
| 18:00                    | Santander 15' · Kusk 27' · Kvist 56' · Verbic 81' · Pavlovic 84' · Pavlovic 84' | Rapport | 28' Luijckx · 49' Zimling · 59' C. Jakobsen · 62' Uhre | Stadion: Telia Parken Tilskuere: 7.953 Dommer: Anders Poulsen |

| 25. august 2017 7. runde | SønderjyskE                                                              | 2 - 2   | OB                                                             | Haderslev                                                   |
| 18:00 CEST               | Uhre 24' · Zinckernagel 30' · Jakobsen 79' · Poulsen 90+1' · Rømer 90+3' | Rapport | Festersen 41' · Pereira 52' · Thrane 55' · Jacobsen 59' (str.) | Stadion: Sydbank Park Tilskuere: 5.642 Dommer: Sandi Putros |

| 22. september 2017 10. Runde | FC Nordsjælland                                                                     | 2 - 2   | SønderjyskE                                                                                     | Farum                                                                |
| 18:00                        | Asante 5' · Bartolec 12' · da Silva 49' · Aaquist 55' · Mtiliga 65' · Runarsson 87' | Rapport | 51' Rømer · 60' Rodrigues · 63' Zinckernagel · 78' (sm.) Runarsson 90' Gartenmann · 90' Luijckx | Stadion: Right to Dream Park Tilskuere: 2.187 Dommer: Anders Poulsen |

| 1. oktober 2017 11. Runde | Brøndby IF                                                                              | 4 - 0   | SønderjyskE                       | Brøndby                                                                          |
| 16:00                     | Mukhtar 25', 85' · Tibbling 34' · Kliment 59' · Nørgaard 73' · Larsson 81' · Halimi 90' | Rapport | 19' Jonsson 38' Rømer 52' Luijckx | Stadion: Brøndby Stadion Tilskuere: 13.078 Dommer: Mads-Kristoffer Kristoffersen |

| 21. oktober 2017 13. Runde | Silkeborg IF | 1 - 0   | SønderjyskE | Silkeborg                                                |
| 18:00                      | Skov 90'     | Rapport | 44' Rømer   | Stadion: JYSK Park Tilskuere: 3.013 Dommer: Jakob Kehlet |

| 29. oktober 2017 14. runde | SønderjyskE | 1 - 1   | Hobro IK                                                 | Haderslev                                                       |
| 12:00 CEST                 | Luijckx 4'  | Rapport | 45' 89' Kirkevold · 70' Babayan · 79' Haarup · 85' Olsen | Stadion: Sydbank Park Tilskuere: 3.848 Dommer: Michael Johansen |

| 19. november 2017 16. Runde | SønderjyskE |  | F.C. København | Haderslev             |
| 16:00                       |             |  |                | Stadion: Sydbank Park |

| 3. december 2017 18. Runde | SønderjyskE                        | 1 - 3   | Brøndby IF                                            | Haderslev                                                                    |
| 16:00                      | 'Greko' Jakobsen 36' · Zimling 51' | Rapport | 13' Arajuuri · 14' Röcker · 64' Mukhtar · 72' Kliment | Stadion: Sydbank Park Tilskuere: 7.150 Dommer: Mads-Kristoffer Kristoffersen |

| 1. marts 2018 23 | SønderjyskE | 0 – 1   | AaB                        | Haderslev                                                        |
| 18:00 CET        |             | Rapport | Okore 4' · Christensen 75' | Stadion: Sydbank Park Tilskuere: 1.515 Dommer: Jens Grabski Maae |

| 25. Runde | SønderjyskE |  | Lyngby BK | Haderslev             |
|           |             |  |           | Stadion: Sydbank Park |

### DBU Pokalen
Sejr       Uafgjort       Nederlag
| 27. september 2017 Tredje runde | Vendsyssel FF | 1 - 2   | SønderjyskE   |                                       |
| 17:30                           | Ogude 28'     | Rapport | Kløve 9', 50' | Tilskuere: 1.228 Dommer: Jakob Kehlet |

| 28. november 2017 Fjerde runde | Jammerbugt FC (3) | 1 - 4   | SønderjyskE (1)                                             |                                       |
| 19:00                          | Steffensen 83'    | Rapport | Ekani 13' · Luijckx 24' · Zinckernagel 33' · Gartenmann 90' | Tilskuere: 1.548 Dommer: Jakob Kehlet |

| 4. april 2018 Kvartfinale | SønderjyskE             | 0 - 1 (e.f.s.) | Brøndby IF                              | Haderslev                              |
| 18:30                     | Kroon 81' 90+1' Zimling | Rapport        | 50' Pukki · 118' Nørgaard · 120' Bellot | Stadion: Sydbank Park Tilskuere: 5.048 |

### Træningskampe
Sejr       Uafgjort       Nederlag
| 30. juni 2017 | AC Horsens | 0 - 3   | SønderjyskE | Toftlund                  |
| 13:00         |            | Rapport |             | Stadion: Toftlund Stadion |

| 4. juli 2017 | SønderjyskE | 2 - 2   | Chicago Bridges | Haderslev             |
| 17:00        |             | Rapport |                 | Stadion: Sydbank Park |

| 8. juli 2017 | SønderjyskE                                                            | 6 - 2   | Esbjerg fB                   | Haderslev             |
| 13:00        | Kløve 15' (60) · Luijckx 22' · Uhre 50' · Hvilsom 74' · Gartenmann 78' | Rapport | 58' McGrath · 62' Zivzivadze | Stadion: Sydbank Park |

## Statistik
Oversigten er opdateret til og med 

### Antal kampe
| Pos | Nr. | Spiller | Superligaen | Superligaen  | DBU Pokalen | DBU Pokalen  | Europa League | Europa League | Total | Total        |
| Pos | Nr. | Spiller | Start       | Indskiftning | Start       | Indskiftning | Start         | Indskiftning  | Start | Indskiftning |
| --- | --- | ------- | ----------- | ------------ | ----------- | ------------ | ------------- | ------------- | ----- | ------------ |
|     |     | ukendt  |             |              |             |              |               |               |       |              |